# Aleksej Kosygin

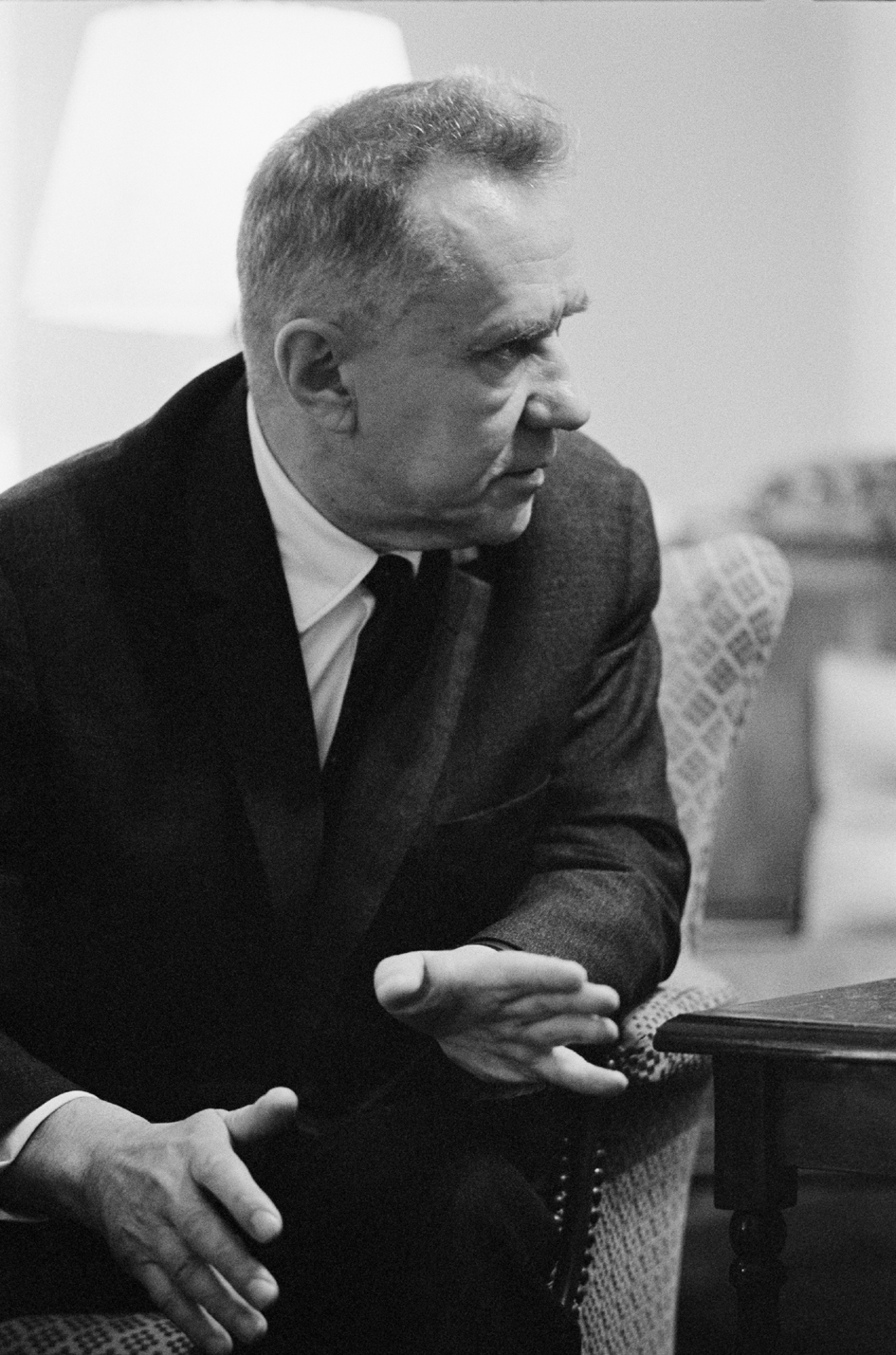
Kosygin, 1967

Alexej Nikolajevitsj Kosygin (Russisch: Алексей Николаевич Косыгин) (Sint-Petersburg, 21 februari 1904 – Moskou, 18 december 1980) was een Russisch politicus en minister-president van de Sovjet-Unie.

## Leven en loopbaan
Kosygin nam met het Rode Leger deel aan de Russische Burgeroorlog, studeerde daarna enkele jaren in zijn geboortestad St. Petersburg - inmiddels Leningrad gedoopt - en werkte van 1924 tot 1934 in een arbeiderscoöperatie in Siberië. In 1935 en 1936 maakte hij zijn studie aan de Technische Hogeschool in Leningrad af.
In 1927 trad Kosygin toe tot de Communistische Partij van de Sovjet-Unie. Hij werd in 1936 directeur van een spinnerij, in 1938 burgemeester van Leningrad en in 1939 werd hij gekozen in het Centraal Comité. Van 1940 tot 1946 was hij plaatsvervangend voorzitter van de Raad van Volkscommissarissen. In 1943 werd hij gekozen tot minister-president van de Russische Socialistische Federatieve Sovjetrepubliek, het Russische deel van de Sovjet-Unie.
Kosygin speelde een belangrijke rol bij de verdediging en het Beleg van Leningrad tijdens de Tweede Wereldoorlog en beval onder meer de grootschalige evacuatie. Na de oorlog werd hij plaatsvervangend minister-president van de hele Sovjet-Unie. Vanaf 1948 was hij tevens lid van het Politbureau, werd daar in 1952 weer uit ontslagen, maar in 1960 opnieuw in opgenomen. Na de val van Nikita Chroesjtsjov werd Kosygin vanuit zijn plaatsvervangerspositie minister-president van de USSR, naast secretaris-generaal Leonid Brezjnev, waarmee hij in feite de tweede man in de Sovjet-Unie was.
Kosygin hield zich in Rusland zelf vooral bezig met economische zaken en stond in zijn buitenlands beleid bekend om zijn koers van ontspanning; hij geldt wel als de vader van het non-proliferatieverdrag (1968), dat voortborduurde op door hem gedane voorstellen. Ook speelde hij een leidende rol bij de totstandkoming van het Verdrag van Moskou (1970) en was hij mede-initiator van de Helsinki-akkoorden (1975).
In 1980 trad Kosygin vanwege gezondheidsredenen uit zijn ambt terug. Hij overleed korte tijd later en werd bijgezet in de muur van het Kremlin van Moskou.
- Bibliothèque nationale de France: cb12770443g (data)
- Gemeinsame Normdatei: 118715194
- International Standard Name Identifier: 0000 0001 2282 0737
- Library of Congress Control Number: n50042693
- Nationale Bibliotheek van Letland: 000071681
- National Archives and Records Administration: 10580926
- Nationale Bibliotheek van Tsjechië: jn20020124006
- Nationale Bibliotheek van Israël: 987007274868405171
- Nationale Bibliotheek van Polen: a0000001196088
- Nederlandse Thesaurus van Auteursnamen: 068351542
- Istituto Centrale per il Catalogo Unico: TO0V061820
- LIBRIS: 237322
- SNAC: w6v99ph3
- Système universitaire de documentation: 083620583
- Trove: 1194596
- Virtual International Authority File: 76441659
- WorldCat: E39PBJp63hHfCtKr9KKbFdfrMP